# Adrian Erlandsson
Adrian Erlandsson (Malmö, 27 ottobre 1970) è un batterista svedese.

## Biografia
Erlandsson è nato a Malmö, in Svezia, da padre svedese con radici rumene. 
È il fratello maggiore di Daniel Erlandsson, il batterista degli Arch Enemy ed ex Carcass. Entrambi sono cresciuti insieme in Svezia e hanno iniziato a suonare la batteria in tenera età (Adrian a 10 anni, Daniel a 12).
Adrian è stato introdotto al rock e al metal quando all’età di 10 anni la sua famiglia si è trasferita dalla città alla campagna. Qui Adrian incontrò un ragazzo che suonava la chitarra con il quale fece amicizia e che gli fece ascoltare per la prima volta gli AC/DC. Adrian rimase molto colpito e chiese ai genitori di comprargli un registratore e una batteria. Di li a breve iniziò a suonare con gli amici suonando cover di gruppi rock classici come Def Leppard, Dokken, The Exploited, GBH, Thin Lizzy e Twisted Sister. Successivamente hanno iniziato a suonare con il loro insegnante di musica a scuola e alla fine hanno iniziato a scrivere le loro canzoni formando una vera e propria band con materiale originale, i ‘’Black Nuns’’ che successivamente cambiarono nome in ‘’Berits Polisonger’’ suonando fino al 1986. Seguirono poi una serie di altre band tra cui la band thrash metal Penance nel 1987.
Nel 1990 Adrian andò all’università a Göteborg dove conobbe Anders Björler che aveva da poco fondato il gruppo At the Gates. I due divennero amici e Adrian entrò nella band consentendo di registrare il loro primo demo ‘’Gardens of Grief’’.
Da qui la sua carriera come batterista decolla e lo vedrà coinvolto i molti altri gruppi della scena svedese come il supergruppo Terror (che comprendeva anche Jon Nödtveidt, Anders Björler e Jonas Björler) nel 1994, gli H.E.A.L. dal 1994 al 1996 e i The Haunted dal 1996 al giugno 1999 e poi dal 2013 fino ad oggi.
Molte anche le collaborazioni come turnista sia dal vivo che in studio: ha suonato nei Cradle of Filth dal 1999 al 2006, nei Brujeria (con lo pseudonimo El Podrido) dal 2006 a oggi, con i Paradise Lost dal 2009 al 2016; ha preso parte alla nascita del supergruppo Vallenfyre e al progetto solista di Martyr Lucifer e nel 2006 a Londra, dove vive oggi, ha fondato il gruppo Nemhain a cui partecipa anche la moglie Amber Erlandsson con lo pseudonimo Morrigan Hel.

## Discografia

### con gli At the Gates
- 1991 - Gardens of Grief (EP)
- 1992 - The Red in the Sky Is Ours
- 1993 - With Fear I Kiss the Burning Darkness
- 1994 - Terminal Spirit Disease
- 1995 - Slaughter of the Soul
- 1996 - Cursed to Tour (live)
- 2014 - At War with Reality
- 2018 - To Drink from the Night Itself
- 2021 - The Nightmare of Being

### Con i The Haunted
- 1997 - Demo 1997 (demo)
- 1998 - The Haunted
- 2014 - Eye of the Storm (EP)
- 2014 - Exit Wounds
- 2017 - Strength in Numbers

### Con i Brujeria
(con il nome El Podrido)
- 2008 - Debilador (singolo)
- 2010 - California über Aztlan (singolo)
- 2014 - Angel Chilango (singolo)
- 2016 - Viva Presidente Trump! (singolo) (nel brano 2)

### Con i Cradle of Filth
- 1999 - From the Cradle to Enslave (nei brani 2 e 6 dell’edizione americana)
- 2000 - Midian
- 2003 - Damnation and a Day
- 2004 - Nymphetamine
- 2006 - Thornography

### Con i Paradise Lost
- 2011 - Draconian Times MMXI (album dal vivo)
- 2012 - Crucify (singolo)
- 2012 - The Last Fallen Saviour (singolo)
- 2012 - Tragic Idol
- 2013 - Tragic Illusion 25 (compilation) (nei brani 1, 2, 3, 4, 13, 14)
- 2013 - Tragic Illusion Live at the Roundhouse, London (album dal vivo)
- 2015 - The Plague Within
- 2015 - Symphony for the Lost (album dal vivo)

### Con i Vallenfyre
- 2011 - Desecration (EP)
- 2011 - A Fragile King
- 2014 - Splinters
- 2015 - The Last of Our Kind (singolo)

### Altri
- 1994 - Demo 1994 (demo), con i Terror
- 1995 - Profithysteri (EP), con i Skitsystem
- 2005 - Liszt (singolo), con i 12 Ton Method
- 2007 - Auf den Spiralnebeln (singolo), con i Samsas Traum
- 2007 - Heiliges Herz - Das Schwert deiner Sonne, con i Samsas Traum
- 2007 - Lighthouse Eternal (Laterna Magika) (EP), con i Netherbird
- 2008 - The Ghost Collector (nei brani 1-9), con i Netherbird
- 2008 - The Art of Not Falling (EP) con i 12 Ton Method
- 2009 - Promo 2009 (singolo), con i Netherbird
- 2009 -  Farewell To Graveland (nei brani 3, 4, 5, 6, 8), con Martyr Lucifer
- 2009 -  Resplendent Grotesque, con i Code
- 2009 - Sovereign (nei brani 10, 11), con i Tenet
- 2010 - From th Ashes, con i Nemhain
- 2010 - Monument Black Colossal, con i Netherbird
- 2016 - Avarter (EP), con i Riket
- 2017 - The Lurking Fear (EP) (nel brano 3), con i The Lurking Fear
- 2017 - Out of the Voiceless Grave, con i The Lurking Fear